# Kościół Matki Bożej Królowej Polski w Toruniu
Kościół Matki Bożej Królowej Polski w Toruniu – świątynia katolicka w jurysdykcji parafii Matki Bożej Królowej Polski w Toruniu. Znajduje się przy ul. Rydygiera 21.

## Historia
Parafia Matki Bożej Królowej Polski została ustanowiona w wyniku szybkiego wzrostu liczby mieszkańców Rubinkowa. 10 kwietnia 1986 roku biskup Marian Przykucki poświęcił sprowadzony z Groty Zwiastowania Najświętszej Maryi Panny w Nazarecie kamień węgielny pod kościół i budynki parafialne. Kościół powstał według projektu toruńskiego architekta Czesława Sobocińskiego. Projekt inżynieryjny wykonał Ryszard Konikiewicz. Świątynie wznosili mieszkańcy osiedla, w ramach czynu społecznego. Budowę świątyni zakończono 4 października 1993 roku. Pierwsze nabożeństwo w wybudowanym kościele odprawił ks. Bronisław Porzych dnia 16 grudnia 1993 roku.  W 1994 roku projekt architektoniczny kościoła zdobył pierwszą nagrodę w konkursie „Obiekt Roku”, przyznawanej przez Prezydenta Miasta Torunia. 28 maja 1995 roku miało miejsce poświęcenie kościoła. 28 maja 1995 roku biskup toruński Andrzej Suski dokonał konsekracji kościoła.
20 października 2002 roku zostały poświęcono nowe organy. Zostały one nabyte z Filharmonii Narodowej.

## Architektura
Świątynię wybudowano w centrum osiedla mieszkaniowego na zasadzie kontrastu, w celu wybicia się pośród okolicznej zabudowy wielkopłytowej. Żelbetonowe łuki, tworzące dach, mają rozpiętość od 30 do 42 m. Ze względu na kształt, przypominający muszlę, budowlę interpretowano jako muszlę św. Jakuba, będącą znakiem pielgrzymowania. Kościół może pomieścić ok. 4 500 wiernych. Dach składa się z ułożonych uskokowo i przykrytych blachą miedzianą łuków eliptycznych. Pionowe przestrzenie między nimi zostały wypełnione szkleniem, stanowiących podstawowe źródło światła dziennego w środku. Powierzchnia użytkowa wynosi 2 865 m², a kubatura 27 140 m³.
Fasada, widoczna od strony ul. Łyskowskiego, jest symetryczna. Jej główną oś wytycza znajdujący się nad wejściem krzyż, stanowiący najwyższy fragment kościoła.
Zdaniem historyka sztuki ks. prof. Janusza Pasierba, budowla należy do jednych z najwspanialszych dzieł współczesnej architektury sakralnej w Polsce. Pozytywną opinię na temat kościoła wyraził również architekt Jan Tajchman.
Ze względu na swój kształt jest powszechnie nazywany „Rogalikiem” lub „Drożdżówką”.